# FK Hajduk Beška
FK Hajduk je nogometni klub iz Beške, Srijemski okrug, Srbija.

U sezoni 2024./25. natječe se u Vojvođanskoj ligi "Jug", četvrtom rangu srpskog nogometnog sustava.

## O klubu
Klub je osnovan 26. lipnja 1926. godine.
Najveći uspjesi u povijesti kluba ostvareni su krajem 1970-ih, kada se tri sezone (1977./78., 1978./79. i 1979./80.) natjecao u Vojvođanskoj nogometnoj ligi, trećem rangu SFRJ.

## Prvenstva
| Sezona    | Razred | Liga                      | Broj momčadi | Mjesto | Izvori |
| --------- | ------ | ------------------------- | ------------ | ------ | ------ |
| 2009./10. | V.     | PFL Srijemska Mitrovica   | 16           | 3.     | link   |
| 2010./11. | V.     | PFL Srijemska Mitrovica   | 16           | 7.     | link   |
| 2011./12. | V.     | PFL Srijemska Mitrovica   | 16           | 1.     | link   |
| 2012./13. | IV.    | Vojvođanska liga "Zapad"  | 16           | 5.     | link   |
| 2013./14. | IV.    | Vojvođanska liga "Zapad"  | 15           | 14.    | link   |
| 2014./15. | IV.    | Novosadsko-srijemska zona | 16           | 14.    | link   |
| 2015./16. | V.     | Novosadsko-srijemska zona | 16           | 8.     | link   |
| 2016./17. | IV.    | Vojvođanska liga "Jug"    | 16           | 11.    | link   |
| 2017./18. | IV.    | Vojvođanska liga "Jug"    | 16           | 10.    | link   |
| 2018./19. | IV.    | Vojvođanska liga "Jug"    | 15           | 12.    | link   |
| 2019./20. | V.     | PFL Srijemska Mitrovica   | 16           | 11.    | link   |
| 2020./21. | V.     | PFL Srijemska Mitrovica   | 18           | 11.    | link   |
| 2021./22. | V.     | Srijemska liga            | 16           | 4.     | link   |
| 2022./23. | V.     | Srijemska liga            | 16           | 2.     | link   |
| 2023./24. | IV.    | Vojvođanska liga "Jug"    | 16           | 7.     | link   |
| 2024./25. | IV.    | Vojvođanska liga "Jug"    | 16           |        | link   |

## Vanjske poveznice
- Profil na srbijasport.net